# Явтушенко Іван Григорович
Іван Григорович Явтушенко  — гендиректор Національного музею історії України.

## Громадська діяльність
- Від 28 квітня 2011 — член Ради з питань розвитку Національного культурно-мистецького та музейного комплексу «Мистецький арсенал»[1].

## Виноски
1. ↑  Указ Президента України від 28 квітня 2011 року № 511/2011 «Про Раду з питань розвитку Національного культурно-мистецького та музейного комплексу "Мистецький арсенал"»